# Strade regionali del Friuli-Venezia Giulia
In Friuli Venezia Giulia la classificazione di strada regionale è presente dal 1º gennaio 2008, quando molte ex strade statali sono state cedute alla Regione e gestite dalla nuova società Friuli Venezia Giulia Strade. Queste strade hanno cambiato il prefisso da SS (o più raramente NSA) a SR, mantenendo la stessa numerazione (ad esempio la SS 56 e la NSA 177 sono diventate SR 56 e SR 177). Altre strade statali, pur venendo gestite da Friuli Venezia Giulia Strade sono rimaste di proprietà statale in quanto considerate strade d'interesse nazionale. Queste strade, che non figurano in questo elenco non essendo strade regionali, hanno mantenuto il prefisso SS, lo stesso delle strade statali rimaste in gestione ANAS.
In seguito all'abolizione delle province nella regione Friuli Venezia Giulia, dal 1º gennaio 2018 tutte le strade provinciali della regione sono divenute regionali e sono passate sotto la competenza di Friuli Venezia Giulia Strade. Inizialmente hanno mantenuto la designazione e il numero originario (es. SP 1), ma dal 2019 hanno acquisito il prefisso SR seguito dalla sigla dell'ex provincia di appartenenza e dal numero originario (es. la SP 1 della provincia di Udine è diventata SR UD 1). Dal 1º gennaio 2022 queste strade sono passate sotto la competenza degli enti di decentramento regionale territorialmente competenti, mantenendo le denominazioni introdotte nel 2019.
L'elenco delle attuali strade regionali non coincide perfettamente coi vecchi elenchi di strade provinciali, in quanto alcune ex provinciali sono state declassate a strade comunali, perdendo quindi la numerazione e alcune strade prive di numerazione sono diventate regionali acquisendo un nuovo numero.

## Rete stradale di interesse regionale
Nella maggior parte dei casi si tratta di ex strade statali, la cui denominazione è stata cambiata da SS a SR nel 2008.
| SP 22 della Val Sesis                                  | Cima Sappada - Sappada confine comunale | 8,582 km                               |
| SR 13 racc 54 Raccordo con la S.S. N° 54               | Tarvisio - Tarvisio | 1,015 km                               |
| SR 14 della Venezia Giulia                             | 1° tronco: Sistiana - Trieste (Barcola) 2° tronco: Trieste - Trieste 3° tronco: Trieste - Trieste (Bivio ad H) | 10,370 km 0,503 km 1,574 km            |
| SR 55 dell'Isonzo                                      | San Giovanni di Duino - Sablici | 2,922 km                               |
| SR 56 di Gorizia                                       | Udine - Gorizia Lucinico | 25,900 km                              |
| SR 58 della Carniola                                   | 1° tronco: Trieste San Cilino - Trieste Beatitudini 2° tronco: Trieste Conconello - Fernetti | 1,300 km 6,929 km                      |
| SR 117 di Gorizia                                      | Gorizia - Lucinico | 6,545 km                               |
| SR 177 collegamento stradale Piandipan - Sequals       | innesto SS 13 a Piandipan - innesto SR 464 a Sequals | 27,673 km                              |
| SR 251 della Val di Zoldo e Val Cellina                | 1° tronco: Chions confine con la regione Veneto - Pordenone 2° tronco: Pordenone - San Martino di Campagna 3° tronco: San Martino di Campagna - Maniago 4° tronco: Maniago - Erto e Casso confine con la regione Veneto                        | 12,605 km 8,550 km 16,450 km 39,305 km |
| SR 251 var Variante di San Martino di Campagna         | innesto SR 251 km 39+700 a San Martino di Campagna - rotatoria innesto SR 251 km 42+050 a San Martino di Campagna | 2,650 km                               |
| SR 252 di Palmanova                                    | Codroipo - Gradisca d'Isonzo | 44,948 km                              |
| SR 252 var Bretella dei Feudi                          | innesto SR 252 km 42+220 - rotatoria innesto SR 305 (svincolo autostradale di Gradisca d'Isonzo) | 0,982 km                               |
| SR 305 di Redipuglia                                   | 1° tronco: svincolo SR 305 in loc. Villaorba - Ponte sul Versa a Mariano del Friuli 2° tronco: rotatoria innesto SR 305 var a Gradisca d'Isonzo - Ronchi dei Legionari                                                                         | 0,825 km 6,900 km                      |
| SR 305 var Variante di Mariano del Friuli              | rotatoria innesto SR 56 (ponte sul torrente Judrio) - rotatoria d'intersezione svincolo di Gradisca d'Isonzo | 7,200 km                               |
| SR 351 di Cervignano                                   | Gorizia loc. Lucinico - Cervignano del Friuli | 23,452 km                              |
| SR 352 di Grado                                        | 1° tronco: Udine Paparotti - Cervignano del Friuli 2° tronco: Cervignano del Friuli - Grado | 22,000 km 15,112 km                    |
| SR 352 var                                             | 1° tronco: innesto SR 352 a nord di Strassoldo - Cervignano del Friuli rotatoria di collegamento con le bretelle SS 14 2° tronco: intersezione a rotatoria in Via Cajù in comune di Cervignano del Friuli - innesto SR 352 a Terzo di Aquileia | 5,430 km 1,850 km                      |
| SR 353 della Bassa Friulana                            | Udine - Muzzana del Turgnano | 26,021 km                              |
| SR 354 di Lignano                                      | Crosere - Lignano | 14,800 km                              |
| SR 355 di Val Degano                                   | Villa Santina - Sappada confine con la regione Veneto | 39,786 km                              |
| SR 356 di Cividale                                     | 1° tronco: innesto SS 13 a Magnano in Riviera - Cividale del Friuli 2° tronco: Cividale del Friuli (loc. Gagliano) - Cormons | 28,713 km 13,500 km                    |
| SR 409 di Plessiva                                     | Cormons - Plessiva confine di stato con la Slovenia | 4,744 km                               |
| SR 463 del Tagliamento                                 | Gemona del Friuli - Cordovado confine con la regione Veneto | 57,700 km                              |
| SR 463 var del Tagliamento                             | rotatoria intersezione con SR 463 - rotatoria intersezione con SR PN 1 | 5,390 km                               |
| SR 464 di Spilimbergo                                  | Maniago - Udine | 45,470 km                              |
| SR 464 var di Dignano                                  | rotatoria intersezione con SR 463 - rotatoria intersezione con SR 464 (Via Udine) | 1,255 km                               |
| SR 465 della Forcella Laverdet e di Valle San Canciano | F.lla Lavardet - Sutrio | 39,204 km                              |
| SR 512 del Lago di Cavazzo                             | Tolmezzo - Gemona del Friuli | 22,020 km                              |
| SR 518 di Devetaki                                     | Devetaki - Confine di stato con la Slovenia | 0,970 km                               |
| SR 519 di Iamiano                                      | Iamiano - Confine di stato con la Slovenia | 1,583 km                               |
| SR 552 di Passo Rest                                   | Bivio Priuso - Bivio Sequals | 50,040 km                              |
| SR 646 di Uccea                                        | Tarcento - Uccea confine di stato con la Slovenia | 25,300 km                              |

## Rete stradale di interesse locale regionale

### Rete stradale d'interesse locale regionale dell'ambito territoriale di Gorizia
Nella maggior parte dei casi si tratta di ex strade provinciali della Provincia di Gorizia, la cui denominazione è passata da SP a SR GO nel 2019.
Dal 1º gennaio 2022 queste strade sono di competenza dell'Ente di decentramento regionale di Gorizia.
| SR GO 1 Fogliano - Pieris                         | Fogliano - Pieris (San Canzian d'Isonzo)                                                                      | 7,582 km  |
| SR GO 2 Pieris - Monfalcone                       | Pieris (San Canzian d'Isonzo) - Monfalcone                                                                    | 6,700 km  |
| SR GO 3 Mariano - Villesse                        | Mariano del Friuli - Villesse                                                                                 | 6,620 km  |
| SR GO 4 Capriva - Gradisca                        | Capriva del Friuli - Gradisca d'Isonzo                                                                        | 6,340 km  |
| SR GO 5 San Lorenzo - Mariano                     | San Lorenzo Isontino - Mariano del Friuli                                                                     | 6,435 km  |
| SR GO 6 Bivio Angoris - Versa                     | Bivio Angoris (Cormons) - Versa (Romans d'Isonzo)                                                             | 7,121 km  |
| SR GO 7 Medea - Fratta                            | Medea - Fratta (Romans d'Isonzo)                                                                              | 1,429 km  |
| SR GO 8 Gorizia - Savogna - Sagrado               | Sant'Andrea (Gorizia) - Sagrado                                                                               | 11,005 km |
| SR GO 9 Sagrado - Devetachi                       | Sagrado - Devetachi (Doberdò del Lago)                                                                        | 6,718 km  |
| SR GO 10 San Lorenzo - Farra                      | San Lorenzo Isontino - Farra d'Isonzo                                                                         | 3,176 km  |
| SR GO 11 Ronchi - Staranzano                      | Staranzano - Staranzano                                                                                       | 0,483 km  |
| SR GO 12 San Pier d'Isonzo - Ronchi dei Legionari | San Pier d'Isonzo - Soleschiano (Ronchi dei Legionari)                                                        | 3,717 km  |
| SR GO 13 Rubbia - Gabria                          | Rubbia (Savogna d'Isonzo) - Gabria (Savogna d'Isonzo)                                                         | 2,000 km  |
| SR GO 14 Brazzano - Dolegna                       | Brazzano (Cormons) - Dolegna del Collio                                                                       | 8,447 km  |
| SR GO 15 Strada di Doberdò                        | Selz (Ronchi dei Legionari) - Devetachi (Doberdò del Lago)                                                    | 7,403 km  |
| SR GO 16 Strada di Angoris                        | Angoris (Cormons) - Cormons                                                                                   | 2,662 km  |
| SR GO 17 Strada del Collio                        | Oslavia (Gorizia) - San Floriano del Collio                                                                   | 3,440 km  |
| SR GO 18 Borgo Biasiol - Bivio Prandi             | Borgo Biasiol (Gradisca d'Isonzo) - Bivio Prandi (Romans d'Isonzo)                                            | 2,000 km  |
| SR GO 19 Monfalcone - Grado                       | Bistrigna (Staranzano) - Grado                                                                                | 19,695 km |
| SR GO 20 Raccordo di Villa Luisa                  | Pieris (San Canzian d'Isonzo) - Villa Luisa (San Canzian d'Isonzo)                                            | 3,256 km  |
| SR GO 21 Dolegna - Mernico                        | Dolegna del Collio - Mernico (Dolegna del Collio)                                                             | 2,463 km  |
| SR GO 22 Ponte Tiel - Belvedere                   | Ponte Tiel (Grado) - Belvedere (Grado)                                                                        | 3,400 km  |
| SR GO 23 Diramazione per Fiumicello               | innesto SR GO 19 diramazione per Fiumicello Villa Vicentina - innesto SR UD 68 ponte girevole canale Cucchini | 0,180 km  |
| SR GO 24 Peteano - San Martino                    | Peteano (Sagrado) - San Martino del Carso (Sagrado)                                                           | 5,195 km  |
| SR GO 25 Tangenziale Ovest di Romans              | Innesto SR 252 a Romans d'Isonzo - innesto rotatoria S.C. Via Pedret-Z.I. Romans d'Isonzo                     | 1,568 km  |
| SR GO 26 Raccordo stradale SS 14 - SP 19          | Ronchi dei Legionari - Staranzano                                                                             | 3,230 km  |

### Rete stradale d'interesse locale regionale dell'ambito territoriale di Pordenone
Nella maggior parte dei casi si tratta di ex strade provinciali della Provincia di Pordenone, la cui denominazione è passata da SP a SR PN nel 2019.
Dal 1º gennaio 2022 queste strade sono di competenza dell'Ente di decentramento regionale di Pordenone.
| SR PN 1 della Val d'Arzino       | Frattina confine Regione Veneto - San Francesco confine ambito territoriale Udine | 76,100 km |
| SR PN 2 di Maraldi               | Maniago - Meduno | 8,120 km  |
| SR PN 3 di Orgnese               | innesto SR 464 presso Colle - innesto SR PN 2 a Cavasso Nuovo | 4,730 km  |
| SR PN 4 Sandanielese             | Ponte Pinzano - Pinzano innesto SR PN 1 | 1,150 km  |
| SR PN 5 di Claut                 | innesto SR 251 - Claut | 3,900 km  |
| SR PN 6 del Sile                 | innesto SR PN 1 San Giorgio della Richinvelda - interruzione nel comune di Azzano Decimo (km 25+250) all'incrocio con la SR 251 - interruzione nel comune di Chions (da km 28+400 a km 30+000) - confine Regione Veneto                                                                     | 31,300 km |
| SR PN 7 di Aviano                | fine centro abitato di Pordenone in località Comina - Aviano | 8,900 km  |
| SR PN 8 di San Michele           | innesto SR 463 a Gleris - confine Regione Veneto verso Villanova della Cartera | 9,100 km  |
| SR PN 9 di Pasiano               | incrocio con Via Visinale di Sopra - si interrompe all'incrocio con la SR PN 14 (km 5+600) - riprende dal centro abitato di Pasiano di Pordenone (km 5+600) - confine Regione Veneto verso Meduna di Livenza                                                                                | 8,570 km  |
| SR PN 10 del Gorgazzo            | innesto S.C. Via Grigoletti a Fontanafredda - innesto S.C. Posta a San Giovanni di Polcenigo | 7,900 km  |
| SR PN 11 di Santa Fosca          | innesto SR PN 1 a Pravisdomini (zona industriale) - confine Regione Veneto in direzione Annone Veneto | 1,120 km  |
| SR PN 12 di Caneva               | Caneva incrocio Via Mezza Campagna-Via Trieste - Sacile | 2,500 km  |
| SR PN 13 di Cordovado            | innesto SR PN 8 a Morsano al Tagliamento - innesto SR 463 a Cordovado | 3,950 km  |
| SR PN 14 del Fiume               | innesto SR PN 9 centro di Pasiano di Pordenone - intersezione SR PN 60 centro loc. Cimpello | 9,865 km  |
| SR PN 15 del Livenza             | Sarone centro (inizio Via Montello) fino al km 3+650 (inizio centro abitato Sacile, loc. Ronche) - prosegue da km 3+350 fino al confine Regione Veneto (km 6+150) - rientro da confine Regione Veneto in comune di Brugnera (km 8+450)                                                      | 15,400 km |
| SR PN 16 di Gruaro               | innesto SR PN 28 a Sesto al Reghena - confine con la Regione Veneto verso comune di Gruaro | 1,980 km  |
| SR PN 17 di Vigonovo             | innesto SR PN 10 a Vigonovo - passaggio a livello FF.SS. a Sacile | 3,600 km  |
| SR PN 18 del Teglio              | innesto SR 463 a Cordovado - confine con la Regione Veneto verso Teglio Veneto | 2,356 km  |
| SR PN 19 di Montereale           | innesto SR 251 rotatoria di San Martino di Campagna - si interrompe presso zona industriale di Montereale Valcellina (km 3+500) all'incrocio con NSA 30 - riprende all'incrocio con SR PN 29 - prosegue per Via Zennari verso l'innesto con SR 251 (km 60+130) inizio Lago Ravedis          | 6,850 km  |
| SR PN 20 di Andreis              | ponte in loc. Molassa - Andreis | 2,300 km  |
| SR PN 21 di Bannia               | innesto raccordo autostradale a nord di Fiume Veneto - innesto con SR PN 6 (Via N. Bixio) per innesto Via San Vito direzione San Vito - San Vito al Tagliamento | 9,500 km  |
| SR PN 22 della Val Cosa          | innesto SR 464 a Istrago - innesto SR PN 1 ad Anduins | 23,800 km |
| SR PN 24 di Cordenons            | Cordenons - Aviano | 12,740 km |
| SR PN 25 di Tamai                | Brugnera - Palse | 7,900 km  |
| SR PN 26 della Val Colvera       | innesto SR 464 in loc. Fratta di Maniago - Frisanco (incrocio con S.C. Via Val di Stalis) | 7,100 km  |
| SR PN 27 Vivarina                | innesto SR 251 a Maniago - innesto SR PN 6 (km 16+700) - riprende in Via F. Obberoffer in loc. Domanins - si interrompe presso limite ovest del centro abitato di Valvasone-Arzene (incrocio con SR PN 37) - riprende dall'incrocio con SR PN 1 - innesto SS 13 in loc. Ponte della Delizia | 25,900 km |
| SR PN 28 del Reghena             | limite centro abitato della frazione di Savorgnano (comune di San Vito al Tagliamento) - confine con la Regione Veneto verso Cinto Caomaggiore | 9,436 km  |
| SR PN 29 Pedemontana Occidentale | ponte sul fiume Meduna in loc. Ravedis - si interrompe al km 31+090 - riprende al km 32+150 (tratto ceduto al comune di Caneva) - confine con la Regione Veneto verso Cordignano | 34,100 km |
| SR PN 30 delle Ripe di Gradisca  | innesto SR PN 1 a Gradisca - innesto SR 464 | 1,800 km  |
| SR PN 31 della Roiata            | innesto SR PN 29 a Budoia - innesto SR PN 24 a San Quirino | 14,100 km |
| SR PN 32 di Toppo                | innesto SR 552 a Ciago - Piazza XX Settembre (comune di Travesio) prima del ponte sul torrente Cosa che si innesta su SR PN 22 | 5,880 km  |
| SR PN 33 di Usago                | innesto SR 552 a Sequals - innesto SR PN 22 a Usago | 4,436 km  |
| SR PN 34 di Lestans              | innesto SR PN 1 a Valeriano - innesto SR 464 a Sequals | 6,235 km  |
| SR PN 35 Opitergina              | ponte sul rio Boal a Vallenoncello - confine con la Regione Veneto verso Portobuffolé | 10,325 km |
| SR PN 36 di Arba                 | innesto SR 464 a nord di Arba - innesto SR PN 53 a Basaldella | 8,320 km  |
| SR PN 37 di Zoppola              | innesto SR PN 6 San Giorgio della Richivelda - innesto SR PN 6 a Castions di Zoppola | 11,610 km |
| SR PN 39 di Fanna                | innesto SR PN 2 - innesto SR 464 | 1,400 km  |
| SR PN 40 del Ponte di Madrisio   | confine ambito teritoriale Udine - confine Regione Veneto verso Cintello | 8,940 km  |
| SR PN 41 di Bagnarola            | innesto SR PN 28 a Bagnarola - innesto SR 463 a Cordovado | 3,100 km  |
| SR PN 42 di Marignana            | innesto SR PN 1 in loc. Torrate - confine Regione Veneto verso Cinto Caomaggiore (Via Settimo) | 4,750 km  |
| SR PN 44 di San Paolo            | incrocio Via Roma-Via San Paolo-Via delle Rogge a Morsano al Tagliamento - prosegue per Via Mussons-Via Mondonovo - intersezione con SR PN 40 - ritorno a Morsano per Via Bolzano passando per San Paolo                                                                                    | 6,820 km  |
| SR PN 45 di Cevraia              | innesto SR PN 6 a Castions di Zoppola - innesto SS 13 ad Orcenico Inferiore | 2,500 km  |
| SR PN 46 di Orcenigo             | innesto SR PN 37 a Castions di Zoppola - innesto SS 13 all'altezza dell'Aeroporto Francesco Baracca | 1,725 km  |
| SR PN 47 di Cusano               | Pescincanna (Fiume Veneto) incrocio Via Osoppo-Via Volta - rotatoria con SR PN 21 (Viale Trento) - riprende a Fiume Veneto all'incrocio con SR PN 21 (rotatoria) - prosegue per Via Trieste - intersezione con SP PN 6 a Praturlone                                                         | 4,730 km  |
| SR PN 48 di Tremeacque           | innesto SR PN 14 in loc. Sant'Andrea - si interrompe in loc. Cecchini di Pasiano di Pordenone (incrocio con Via Galoppat) - riprende in loc. Cecchini (incrocio Via Galoppat-Via Codopè) - confine Regione Veneto (dopo incrocio con SR PN 71)                                              | 9,600 km  |
| SR PN 49 di Prata                | Porcia - innesto SR PN 35 | 6,540 km  |
| SR PN 50 di Sacile               | loc. Sant'Odorico - innesto SR PN 35 a Prata di Pordenone | 8,750 km  |
| SR PN 51 del Venchiaruzzo        | Cordenons - innesto bretella SR 177 | 6,050 km  |
| SR PN 52 di Castel d'Aviano      | Castello d'Aviano - innesto SR PN 10 a Vigonovo | 7,550 km  |
| SR PN 53 dei Magredi             | innesto SR 251 Z.I. Roiata - raccordo stradale con SR 177 | 15,500 km |
| SR PN 54 di Chievolis            | innesto SR 552 in loc. Redona - Chievolis | 2,700 km  |
| SR PN 55 di Pradis               | innesto SR PN 22 a Clauzetto - innesto SR PN 1 in loc. Cervedol | 12,350 km |
| SR PN 56 del Cao Maggiore        | innesto SR PN 42 - innesto SR PN 28 a Sesto al Reghena | 2,000 km  |
| SR PN 57 di Campone              | innesto SR PN 55 in comune di Clauzetto - SR 552 a Tramonti di Sotto | 15,750 km |
| SR PN 58 delle Grave             | innesto SR PN 27 a nord di Arzene - innesto SR PN 6 in loc. Fornace | 3,050 km  |
| SR PN 59 Tesana                  | innesto SR PN 36 a Tesis - innesto rotatoria Z.I. a sud di Maniago | 7,400 km  |
| SR PN 60 delle Cinque Strade     | innesto SS 13 in loc. Ponte Meduna - innesto SR PN 35 in loc. Visinale di Sopra | 11,950 km |
| SR PN 61 del Cansiglio           | innesto SR PN 29 in loc. Bivio Franzago - innesto SP 422 della Regione Veneto (Via del Cansiglio) | 14,900 km |
| SR PN 62 di Castelnovo           | innesto SR PN 34 in loc. Ampiano - innesto SR PN 26 a Paludea | 5,500 km  |
| SR PN 63 di Pala Barzana         | innesto SR PN 20 per Bosplans - innesto SR 251 verso Meduno | 19,990 km |
| SR PN 64 di Villadolt            | innesto SR PN 74 - innesto SS 13 a Fontanafredda | 4,430 km  |
| SR PN 65 dei Templari            | confine comunale di Pordenone a nord della SS 13 - innesto SR PN 31 a San Quirino | 5,950 km  |
| SR PN 66 di Piagno               | innesto SR PN 14 a Tiezzo - innesto SR PN 60 in loc. Case San Pietro in Piagno | 3,850 km  |
| SR PN 67 di San Cassiano         | innesto rotatoria in comune di Brugnera (Via Santissima Trinità) - per Via Villa Varda (Brugnera) - confine con la Regione Veneto | 5,000 km  |
| SR PN 68 del Taiedo              | innesto SR PN 25 a Tamai - svincolo dell'Autostrada A28 a sud di Pieve (Porcia) | 3,650 km  |
| SR PN 69 di Vajont               | innesto SR 251 a sud di Vajont - innesto SR 251 a Maniago Libero | 2,000 km  |
| SR PN 70 di Camoi                | innesto SS 13 in comune di Fontanafredda - innesto SR PN 50 in loc. Casut | 5,400 km  |
| SR PN 71 di Ghirano              | innesto SR PN 35 in loc. Le Monde - innesto SR PN 48 in loc. Tremeacque | 4,250 km  |
| SR PN 72 della Comina            | innesto SR PN 65 in loc. Villa D'Arco - innesto SR 251 in loc. Comina | 0,930 km  |
| SR PN 73 di Barbeano             | innesto SR 464 a Spilimbergo - innesto bretella SR 177 (incrocio Via Barbeano - Corso Verdi) | 1,500 km  |
| SR PN 74 di Roveredo in Piano    | innesto SR PN 31 in loc. Tornielli - Z.I. di Roveredo in Piano | 3,400 km  |
| SR PN 75 di Stevenà              | Stevenà - Stevenà | 1,413 km  |
| SR 466 di Piancavallo            | intersezione SR PN 29 in loc. Pedimonte (comune di Aviano) - loc. Piancavallo (comune di Aviano) | 13,766 km |

### Rete stradale d'interesse locale regionale dell'ambito territoriale di Trieste
Nella maggior parte dei casi si tratta di ex strade provinciali della Provincia di Trieste, la cui denominazione è passata da SP a SR TS nel 2019.
Dal 1º gennaio 2022 queste strade sono di competenza dell'Ente di decentramento regionale di Trieste.
| SR TS 1 del Carso                                | Sistiana - Basovizza                                  | 23,920 km |
| SR TS 1 dir ex strada postale SR TS 1 - SR TS 35 | Prosecco campi sportivi - Zona artigianale Sgonico    | 0,295 km  |
| SR TS 1 dir bretella Lanza                       |                                                       | 0,127 km  |
| SR TS 2 di Duino                                 | Duino - Duino                                         | 1,650 km  |
| SR TS 3 di Sistiana                              | Sistiana - Sistiana mare                              | 1,670 km  |
| SR TS 4 di Malchina                              | Sistiana - San Pelagio                                | 6,560 km  |
| SR TS 5 di San Pelagio                           | Aurisina - San Pelagio                                | 4,010 km  |
| SR TS 6 di Comeno                                | Campo Sacro - confine di stato Comeno                 | 8,480 km  |
| SR TS 7 di Gabrovizza                            | Gabrovizza - Sgonico                                  | 1,645 km  |
| SR TS 8 di Monrupino                             | Sgonico - Col                                         | 8,720 km  |
| SR TS 9 del Vipacco                              | Opicina - confine di stato Monrupino                  | 4,180 km  |
| SR TS 10 del Timavo                              | Basovizza - confine di stato Basovizza                | 2,140 km  |
| SR TS 11 di Prebenico                            | Innesto SS 14 km 161+600 - confine di stato Prebenico | 8,250 km  |
| SR TS 12B della Rosandra                         | Mattonaia - Crogole                                   | 2,410 km  |
| SR TS 12C della Rosandra                         | Zona artigianale Dolina - Dolina                      | 1,050 km  |
| SR TS 13 di Caresana                             | Mattonaia - Noghere                                   | 6,650 km  |
| SR TS 14 di Muggia                               | Aquilinia - San Rocco                                 | 2,800 km  |
| SR TS 15 delle Noghere                           | Muggia - Vignano                                      | 1,850 km  |
| SR TS 16 di Santa Barbara                        | Muggia - Santa Barbara                                | 1,100 km  |
| SR TS 16 bretella di Santa Barbara               |                                                       | 0,500 km  |
| SR TS 17 di Chiampore                            | San Rocco - Chiampore                                 | 1,520 km  |
| SR TS 18 di Sales                                | Baita - Sales                                         | 0,540 km  |
| SR TS 19 di Gropada                              | Padriciano - Basovizza                                | 3,340 km  |
| SR TS 21 di Grozzana                             | Pesek - Grozzana                                      | 1,090 km  |
| SR TS 22 di Draga Sant'Elia                      | innesto SS 14 km 164+970 - Draga Sant'Elia            | 2,465 km  |
| SR TS 23 di Baredi                               | Dolina - km 0+850 SR TS 13                            | 1,270 km  |
| SR TS 25 Girone di Chiampore                     | Chiampore - Chiampore                                 | 0,430 km  |
| SR TS 27 di Sesana                               | Basovizza - confine di stato Sesana                   | 1,720 km  |
| SR TS 28 di Sgonico                              | Sgonico - Sales                                       | 2,260 km  |
| SR TS 29A di Borgo Grotta Gigante                | Prosecco campi sportivi - Borgo Grotta Gigante        | 1,490 km  |
| SR TS 29B di Borgo Grotta Gigante                | Borgo Grotta Gigante - Borgo Grotta Gigante           | 0,910 km  |
| SR TS 29C di Borgo Grotta Gigante                | Borgo Grotta Gigante - Borgo Grotta Gigante           | 0,270 km  |
| SR TS 31 di Slivia                               | Aurisina cave - Slivia                                | 3,110 km  |
| SR TS 32 di Visogliano                           | Sistiana - Malchina                                   | 2,860 km  |
| SR TS 33 del Villaggio del Pescatore             | innesto SS 14 km 132+200 - Villaggio del Pescatore    | 0,910 km  |
| SR TS 34 di Medeazza                             | San Giovanni di Duino - Medeazza                      | 1,650 km  |
| SR TS 35 di Opicina                              | Trebiciano innesti RA 13 - Gabrovizza                 | 8,900 km  |
| SR 35 TS bretella di Banne                       |                                                       | 0,070 km  |
| SR TS 36 nodo di Lacotisce                       | Domio - Mattonaia                                     | 0,756 km  |
| SR TS 37 ex S.S. N. 15 Flavia                    | Aquilinia - Vignano                                   | 2,425 km  |

### Rete stradale d'interesse locale regionale dell'ambito territoriale di Udine
Nella maggior parte dei casi si tratta di ex strade provinciali della Provincia di Udine, la cui denominazione è passata da SP a SR UD nel 2019.
Dal 1º gennaio 2022 queste strade sono di competenza dell'Ente di decentramento regionale di Udine.
| SR UD 1 della Val d'Arzino                                    | innesto SR 512 - San Francesco confine ambito territoriale                                                                                 | 19,767 km |
| SR UD 2 di Percoto                                            | innesto SR 352 loc. Paparotti - innesto SR UD 54 a Tapogliano                                                                              | 20,108 km |
| SR UD 3 Maranese                                              | San Giorgio di Nogaro loc. Porto Mogaro - Marano Lagunare                                                                                  | 8,284 km  |
| SR UD 4 Tresemane                                             | Tavagnacco rotatoria S.C. Via Tricesimo-S.C. Via Cividina - innesto SS 13 km 136+200                                                       | 2,854 km  |
| SR UD 5 Sandanielese                                          | innesto SR UD 10 a Fagagna - fiume Tagliamento confine ambito territoriale                                                                 | 17,779 km |
| SR UD 6 di Nogaredo                                           | innesto SR UD 101 a Nogaredo di Corno - innesto SR 464 a Cisterna                                                                          | 2,796 km  |
| SR UD 7 di Latisana                                           | innesto SR 353 a Pozzuolo del Friuli - Latisana innesto Via Risorgimento                                                                   | 35,432 km |
| SR UD 7 bis di Latisana Bis                                   | innesto SR UD 7 al km 26+350 - innesto SR UD 75                                                                                            | 3,362 km  |
| SR UD 8 Aquileiense                                           | innesto SR 351 confine ambito territoriale - argine laguna in comune di Aquileia                                                           | 13,310 km |
| SR UD 9 della Val Torre                                       | innesto SS 13 a Collalto - innesto SR 356 a Tarcento                                                                                       | 3,178 km  |
| SR UD 10 del Medio Friuli                                     | innesto SR UD 58 a Majano - innesto SR UD 78 a Mortegliano                                                                                 | 30,909 km |
| SR UD 11 della Val Alberone                                   | innesto SR UD 19 a San Pietro al Natisone loc. Azzida - Savogna                                                                            | 5,336 km  |
| SR UD 12 di Preone                                            | Socchieve - Preone | 1,346 km  |
| SR UD 13 di Torreano                                          | innesto SR 356 Z.I. di Torreano - Torreano                                                                                                 | 2,956 km  |
| SR UD 13 dir Bretella Prusst                                  | innesto SR UD 4 - innesto SR UD 51 Z.I. Reana del Rojale                                                                                   | 2,118 km  |
| SR UD 14 di Orsaria                                           | rotatoria innesto SS 54 a Cividale del Friuli - innesto SR 56 a Buttrio                                                                    | 12,228 km |
| SR UD 14 bis Variante di Premariacco                          | SR 56 km 9+300 - SS 54 | 11,582 km |
| SR UD 15 di Faedis                                            | innesto strada comunale Via Liguria a Udine - innesto SR 356 a Faedis                                                                      | 10,659 km |
| SR UD 16 di Silvella                                          | innesto SR 464 a Silvella - innesto SR UD 60 dopo Nogaredo di Corno                                                                        | 5,240 km  |
| SR UD 17 di Attimis                                           | innesto SR UD 15 a Salt - innesto SR 356 a Attimis                                                                                         | 9,467 km  |
| SR UD 18 di Coderno                                           | innesto SR UD 60 a Mereto di Tomba - innesto SR UD 39 a Sedegliano                                                                         | 6,645 km  |
| SR UD 19 del Natisone                                         | innesto SR 29 UD a Manzano - innesto SS 54 a San Pietro al Natisone                                                                        | 20,153 km |
| SR UD 20 Glemonese                                            | innesto SS 13 a Magnano in Riviera - innesto strada comunale Via Sottocastello a Gemona del Friuli                                         | 6,985 km  |
| SR UD 21 delle Tre Croci                                      | innesto SR UD 125 a Caneva di Tolmezzo - innesto SS 52 bis dopo il ponte sul But a Zuglio                                                  | 7,031 km  |
| SR UD 22 Napoleonica                                          | innesto SR UD 41 a Flagogna (ponte Armistizio) - innesto SR UD 84 loc. Cornino                                                             | 4,873 km  |
| SR UD 23 della Val d'Incaroio                                 | innesto SS 52 bis a Cedarchis - innesto SR UD 24 al confine comunale fra Paularo e Treppo Ligosullo                                        | 16,293 km |
| SR UD 24 della Val Pontaiba                                   | innesto SS 52 bis a Paluzza - innesto SR UD 23 al confine comunale fra Paularo e Treppo Ligosullo                                          | 9,345 km  |
| SR UD 25 di Moimacco                                          | innesto SR UD 67 a Grions del Torre - innesto SS 54 a Moimacco                                                                             | 7,125 km  |
| SR UD 26 della Colombara                                      | Innesto SR UD 68 a San Valentino di Fiumicello - innesto SR UD 8 in loc. Colombara                                                         | 2,604 km  |
| SR UD 27 di Medea                                             | innesto SR UD 50 a Medeuzza - confine ambito territoriale                                                                                  | 3,408 km  |
| SR UD 28 del Bosso                                            | innesto SR UD 20 a Artegna - innesto SR UD 46 loc. Santo Stefano di Buja                                                                   | 4,604 km  |
| SR UD 29 del Collio                                           | rotatoria SR 56 a Manzano - confine ambito territoriale                                                                                    | 8,469 km  |
| SR UD 30 di Perteole                                          | innesto SR UD 8 a Ruda - innesto SR 351 | 4,920 km  |
| SR UD 31 di Castelmonte                                       | innesto SR UD 19 loc. Carraria a Cividale del Friuli - Castelmonte                                                                         | 7,277 km  |
| SR UD 32 di Tausia                                            | innesto SR UD 24 km 4+500 - innesto SR UD 24 a Ligosullo                                                                                   | 3,063 km  |
| SR UD 33 di Clauiano                                          | innesto SR UD 2 a Trivignano Udinese - innesto SR 252 a Palmanova                                                                          | 5,562 km  |
| SR UD 34 di Montenars                                         | innesto SR UD 20 ad Artegna - loc. Isola                                                                                                   | 3,520 km  |
| SR UD 35 di Esemon                                            | innesto SS 52 a Esemon di Sotto - Raveo | 8,274 km  |
| SR UD 36 di Bordano                                           | innesto SR 512 a Braulins - innesto SR 512 a Interneppo                                                                                    | 6,965 km  |
| SR UD 37 di Pradamano                                         | Udine - innesto SR UD 96 bis a Pradamano                                                                                                   | 2,350 km  |
| SR UD 38 del Cornappo                                         | Udine loc. Molin Nuovo - Taipana | 22,072 km |
| SR UD 39 del Varmo                                            | innesto SR UD 62 a sud di Rodeano - innesto SR UD 7 a Fraforeano (compresa la bretella di collegamento SR UD 95)                           | 35,153 km |
| SR UD 39 bis Variante di Muscletto                            | Muscletto - rotatoria innesto SR UD 93 e SR UD 95 a nord di Cornazzai                                                                      | 2,961 km  |
| SR UD 40 di Paularo                                           | innesto SS 52 a nord di Cedarchis - innesto SR UD 23 a Tavella                                                                             | 11,067 km |
| SR UD 41 di Forgaria                                          | confine ambito territoriale Pordenone a nord di Colle - innesto SR 512 a ovest di Trasaghis                                                | 16,910 km |
| SR UD 42 della Val Resia                                      | innesto SS 13 a Resiutta - Resia | 10,194 km |
| SR UD 43 del Torsa                                            | innesto SR UD 78 a Mortegliano - innesto SS 14 al km 89+530                                                                                | 16,345 km |
| SR UD 43 dir Collegamento SR UD 43 - Zona Artigianale Pocenia | innesto SR UD 43 km 15 - Z.I. Pocenia | 1,495 km  |
| SR UD 44 di Lauco                                             | innesto SS 52 a Villa Santina - Lauco | 5,519 km  |
| SR UD 45 della Val Cosizza                                    | innesto SR UD 19 ad Azzida - Drenchia loc. Cras                                                                                            | 24,055 km |
| SR UD 46 Juliense                                             | innesto SS 13 a Magnano in Riviera - innesto SR 463 a Majano                                                                               | 11,408 km |
| SR UD 47 della Val Erbezzo                                    | innesto SR UD 45 loc. Scrutto - Stregna | 6,590 km  |
| SR UD 48 di Prepotto                                          | innesto SS 54 Z.I. Remanzacco - confine ambito territoriale loc. Dolegna del Collio                                                        | 18,578 km |
| SR UD 49 Osovana                                              | Udine Via Cotonificio - innesto SR 463 a Rivoli di Osoppo                                                                                  | 23,694 km |
| SR UD 49 bis Osovana bis                                      | Osovana loc. Tomba di Buja - innesto SS 13 a Gemona del Friuli                                                                             | 5,661 km  |
| SR UD 50 Palmarina                                            | innesto SR UD 33 loc. Sottoselva a Palmanova - innesto SR 56 a San Giovanni al Natisone                                                    | 10,747 km |
| SR UD 51 dei Colli                                            | innesto SR UD 38 a Reana del Rojale - innesto SR UD 10 a Fagagna                                                                           | 13,192 km |
| SR UD 52 di Sedegliano                                        | innesto SS 13 loc. Santa Caterina a Pasian di Prato - innesto SR 463 Z.I. Pannellia a Sedegliano                                           | 20,994 km |
| SR UD 53 del Chiarò                                           | innesto SR UD 19 a Cividale del Friuli - innesto SR UD 48 km 14+700                                                                        | 4,594 km  |
| SR UD 54 di Ponte Versa                                       | innesto SR 352 a Terzo di Aquileia - innesto strada laterale ponte sul Torre a est di Versa                                                | 12,273 km |
| SR UD 55 di Buja                                              | innesto SS 13 a Tricesimo - innesto SR UD 46 a Buja                                                                                        | 7,712 km  |
| SR UD 56 dello Stella                                         | innesto SR UD 39 a Muscletto - innesto SR 354 loc. Pertegada                                                                               | 23,279 km |
| SR UD 57 di Montegnacco                                       | innesto SS 13 a Cassacco - innesto SR UD 100 loc. Raspano                                                                                  | 3,849 km  |
| SR UD 58 dei Castelli                                         | innesto SR UD 38 loc. Qualso - innesto SR UD 46 a Majano                                                                                   | 14,420 km |
| SR UD 59 di Brazzacco                                         | Udine loc. Colugna (limite centro abitato) - innesto SR UD 51 loc. Brazzacco                                                               | 5,706 km  |
| SR UD 60 di Flaibano                                          | innesto SR UD 52 loc. Colloredo di Prato - innesto SR 463 loc. San Odorico a Flaibano                                                      | 17,185 km |
| SR UD 60 bis Sedegliano Flaibano                              | Udine - innesto SR UD 60 a nord di Colloredo di Prato                                                                                      | 6,504 km  |
| SR UD 61 di Bertiolo                                          | innesto SR UD 65 a Bertiolo - innesto SR UD 10 km 22+160 Basiliano                                                                         | 9,141 km  |
| SR UD 62 di Coseano                                           | innesto SR 464 a Coseano - innesto SR 463 loc. Carpacco                                                                                    | 7,269 km  |
| SR UD 63 Rivillino                                            | innesto SR 463 a Osoppo - innesto SR 512 fiume Tagliamento loc. Braulins                                                                   | 3,208 km  |
| SR UD 64 di Cuccana                                           | innesto SR 352 a Santa Maria la Longa - innesto SR UD 78 a Mortegliano                                                                     | 9,642 km  |
| SR UD 65 Ungarica                                             | innesto SR UD 97 a Codroipo - innesto SR UD 54 a Cavenzano                                                                                 | 34,090 km |
| SR UD 66 del Corno                                            | innesto SR 464 a San Vito di Fagagna - San Daniele del Friuli                                                                              | 10,131 km |
| SR UD 67 di Grions del Torre                                  | Povoletto (cabina elettrica) - Remanzacco (inizio centro abitato)                                                                          | 4,480 km  |
| SR UD 68 del Fossalon                                         | innesto SS 14 a est di Cervignano del Friuli - confine ambito territoriale                                                                 | 13,120 km |
| SR UD 69 di Torviscosa                                        | innesto SR UD 65 a Bagnaria Arsa - innesto SS 14 a Torviscosa                                                                              | 6,026 km  |
| SR UD 70 di San Gervasio                                      | innesto SS 14 a Muzzana del Turgnano - innesto SR UD 3 a Carlino                                                                           | 5,103 km  |
| SR UD 71 di Gonars                                            | innesto SR 352 loc. San Marco a Palmanova - innesto SR UD 80 a sud di Gonars                                                               | 7,258 km  |
| SR UD 72 di Invillino                                         | innesto SS 52 a Invillino - innesto SR UD 1 a Verzegnis                                                                                    | 10,685 km |
| SR UD 73 del Lumiei                                           | innesto SS 52 a Ampezzo - Sauris di Sopra a confine con la provincia di Belluno                                                            | 19,390 km |
| SR UD 74 di Aonedis                                           | innesto SR UD 5 a Ragogna - innesto SR 463 a Villanova di San Daniele del Friuli                                                           | 5,159 km  |
| SR UD 75 delle Bandite                                        | innesto SR UD 7 a Ronchis - innesto SS 14 a Latisana e da incrocio a quadrifoglio (compreso) a Latisana fino all'innesto SR 354 a Latisana | 6,589 km  |
| SR UD 75 dir delle Valderie                                   | innesto SR UD 75 - innesto strada comunale Via Valderie                                                                                    | 4,277 km  |
| SR UD 76 della Val Raccolana                                  | innesto SS 13 a Chiusaforte - innesto SS 54 loc. Cave del Predil                                                                           | 27,785 km |
| SR UD 77 di Zompitta                                          | innesto SR UD 58 a Tricesimo - innesto SR UD 17 a Ravosa                                                                                   | 7,151 km  |
| SR UD 78 di Mortegliano                                       | innesto SR 56 a Manzano al km 15+630 loc. Segheria Roggia - innesto SR UD 7 a Talmassons                                                   | 23,450 km |
| SR UD 79 di San Mauro                                         | innesto SR UD 14 loc. Orsaria - innesto a Variante di Premariacco                                                                          | 2,547 km  |
| SR UD 80 dell'Aussa Corno                                     | innesto SR 252 a Ontagnano - Laguna di Marano                                                                                              | 18,870 km |
| SR UD 81 del Salmastro                                        | innesto SR 352 a Terzo di Aquileia - loc. Case Barancole                                                                                   | 10,549 km |
| SR UD 82 di Chiasiellis                                       | innesto SR 353 a Pozzuolo del Friuli - innesto SR UD 65 a Morsano di Strada                                                                | 8,086 km  |
| SR UD 83 Quattroventi                                         | innesto SR UD 100 a Fagagna - innesto SR UD 49 a nord di Pagnacco                                                                          | 7,118 km  |
| SR UD 84 Ponte di Cornino                                     | innesto SR 463 al km 14+110 a San Daniele del Friuli - innesto SR UD 41 a Sompcornino                                                      | 7,920 km  |
| SR UD 85 di Lavariano                                         | innesto SR UD 82 km 0+300 a Pozzuolo del Friuli - innesto SR UD 71 a Gonars                                                                | 9,969 km  |
| SR UD 86 di Ravascletto                                       | innesto SR 465 a Ravascletto - Ravascletto                                                                                                 | 0,882 km  |
| SR UD 87 di Paradiso                                          | innesto SR UD 43 a Torsa - innesto SR 353 al km 22+850 loc. Bivio Paradiso                                                                 | 3,807 km  |
| SR UD 88 di Ceresetto                                         | innesto SR 464 al km 38+680 a Martignacco - innesto SR UD 59 loc. Plaino                                                                   | 4,788 km  |
| SR UD 88 bis Rizzi Fiera                                      | innesto SR 464 al km 42 - Parco del Cormor e da Città Fiera a innesto SR UD 59 - SR UD 88                                                  | 3,751 km  |
| SR UD 89 di Campoformido                                      | innesto SR 353 a Basaldella - innesto SR UD 7 a Pozzuolo del Friuli                                                                        | 9,165 km  |
| SR UD 90 di Albana                                            | innesto SR UD 48 a Prepotto - fiume Judrio confine ambito territoriale                                                                     | 1,764 km  |
| SR UD 91 di Beligna                                           | innesto SR UD 68 a San Lorenzo di Fiumicello - argine fronte laguna                                                                        | 11,251 km |
| SR UD 92 Cadorlina                                            | innesto SS 14 a Papariano - confine ambito territoriale Gorizia Isola Morosini                                                             | 4,461 km  |
| SR UD 93 di Belgrado                                          | innesto SR UD 39 a Codroipo - innesto SR UD 7 a Rivignano                                                                                  | 15,857 km |
| SR UD 94 di Bicinicco                                         | Udine - innesto SR 252 a Ontagnano | 17,369 km |
| SR UD 95 di Madrisio                                          | Madrisio confine ambito territoriale - innesto SR UD 10 a nord di Sclaunicco                                                               | 18,812 km |
| SR UD 96 di Cerneglons                                        | innesto comunale Via Garibaldi a Pradamano - innesto SS 54 a Remanzacco                                                                    | 4,869 km  |
| SR UD 96 bis di Cerneglons bis                                | confine comunale Udine-Pradamano loc. Paparotti SR 56 - innesto SR UD 96 a Pradamano Via Mazzini                                           | 3,750 km  |
| SR UD 97 di Rivolto                                           | innesto SR 65 loc. Lonca - Codroipo | 3,914 km  |
| SR UD 98 di Bressa                                            | innesto SS 13 a Campoformido - innesto SR UD 52 a Colloredo di Prato                                                                       | 4,416 km  |
| SR UD 99 di Basiliano                                         | innesto SS 13 a Pasian di Prato loc. Santa Caterina - innesto SR UD 39 a Goricizza                                                         | 19,876 km |
| SR UD 100 di Colloredo                                        | Fagagna - innesto SS 13 loc. Collalto | 14,249 km |
| SR UD 101 di Mereto di Tomba                                  | innesto SR UD 62 a Coseano - innesto SS 13 a Basagliapenta                                                                                 | 10,984 km |
| SR UD 102 del Paludo                                          | Latisana - innesto SR UD 56 a Precenicco                                                                                                   | 6,608 km  |
| SR UD 103 di Campeglio                                        | innesto SR UD 25 a Ziracco - innesto SR 356 a Campeglio                                                                                    | 2,428 km  |
| SR UD 104 di Salt                                             | innesto SR UD 15 loc. Salt di Povoletto - innesto SS 54 Z.I. di Remanzacco                                                                 | 4,154 km  |
| SR UD 104 bis Circonvallazione Est                            | incrocio Z.I. Salt - innesto SS 13 a Tavagnacco                                                                                            | 6,456 km  |
| SR UD 105 di Fraelacco                                        | innesto SS 13 a Tricesimo - innesto SR 356 a sud di Tarcento                                                                               | 5,065 km  |
| SR UD 106 di Bueriis                                          | innesto SS 13 loc. Bueriis - innesto SR UD 100 a Treppo Grande                                                                             | 3,472 km  |
| SR UD 107 dei Buongustai                                      | confine comunale fra Tavagnacco e Tricesimo - innesto SS 13 a Tricesimo                                                                    | 3,254 km  |
| SR UD 108 del Taglio                                          | Visco - innesto SS 14 al km 106+140 | 9,064 km  |
| SR UD 109 di Rosazzo                                          | innesto SR UD 19 loc. Oleis - innesto SR UD 29 a nord di Dolegnano                                                                         | 5,616 km  |
| SR UD 110 del Passo Pramollo                                  | innesto SS 13 a Pontebba - confine di stato Passo Pramollo                                                                                 | 14,735 km |
| SR UD 111 di Alzeri                                           | innesto SS 52 bis a Arta Terme - innesto SS 52 bis a Sutrio                                                                                | 4,795 km  |
| SR UD 112 della Val Aupa                                      | innesto SS 13 a Moggio Udinese - innesto SR UD 110 a Pontebba                                                                              | 26,095 km |
| SR UD 113 di Porpetto                                         | Porpetto - innesto SR UD 69 loc. Campolonghetto                                                                                            | 4,565 km  |
| SR UD 114 di Coseanetto                                       | innesto SR UD 66 a Rive d'Arcano - innesto SR 464 loc. Cisterna a Coseano                                                                  | 8,521 km  |
| SR UD 115 di San Martino                                      | innesto SR UD 66 a Rive d'Arcano - innesto SR UD 5 loc. Rivotta                                                                            | 1,649 km  |
| SR UD 116 di Arcano                                           | innesto SR UD 10 a nord di Fagagna - San Daniele del Friuli                                                                                | 6,682 km  |
| SR UD 117 di Billerio                                         | innesto SR UD 20 a Magnano in Riviera - innesto SR 356 al km 1+800 a Tarcento                                                              | 3,346 km  |
| SR UD 118 di Toppo                                            | innesto SS 14 a Zellina - innesto SR UD 3 a Carlino                                                                                        | 3,133 km  |
| SR UD 119 di Belvedere                                        | innesto SR UD 91 loc. Ponte Tiel - confine ambito territoriale Gorizia a Belvedere                                                         | 5,865 km  |
| SR UD 120 di Aiello                                           | innesto SR UD 65 a Aiello del Friuli - innesto SR UD 54 a Campolongo al Torre                                                              | 2,772 km  |
| SR UD 121 delle Favole                                        | Muzzana del Turgnano - innesto SR UD 3 a nord di Marano Lagunare                                                                           | 7,128 km  |
| SR UD 122 di Piancada                                         | innesto SS 14 a Palazzolo dello Stella - foci del fiume Stella (idrovora Fraida)                                                           | 8,375 km  |
| SR UD 123 dello Zoncolan                                      | innesto SR 465 a Sutrio - Zoncolan | 10,537 km |
| SR UD 124 di Savalona                                         | innesto SR UD 70 loc. San Gervasio - innesto SR UD 121 loc. Casino                                                                         | 3,324 km  |
| SR UD 125 del Sasso Tagliato                                  | innesto SS 52 - Villa Santina loc. Vinadia (esclusa traversa interna di Tolmezzo)                                                          | 8,923 km  |
| SR UD 126 di Visco                                            | innesto SR 252 a est di Visco - innesto SR 352 presso il casello autostradale di Palmanova                                                 | 4,605 km  |
| SR UD 127 del Sottobosco                                      | innesto SR 463 al km 9+180 a Majano - innesto SR UD 84 a nord di Cimano                                                                    | 3,295 km  |
| SR UD 128 Ponti Bevazzana                                     | confine con Città Metropolitana di Venezia fiume Tagliamento loc. Bevazzana - Bevazzana                                                    | 1,288 km  |
| SR UD 128 dir Via Alzaia                                      | ponti Bevazzana - innesto SR 354 loc. Bevazzana                                                                                            | 1,855 km  |
| SR UD 129 Viabilità Villa Manin                               | Villa Manin - Villa Manin | 2,895 km  |